# اوآلی
اوالی فرمانروای ماننا درقرن هفتم پ. م بود که پس از پدرش اخسری به این مهم دست یافت.

## شورش
پس از شکست سنگین اخسری ازاشوریان اغتشاشی عظیم سازمان اداری مانناهارا دچار مشکل ساخت به طوری که فرمانروا به دست شورشیان
کشته و جسدش در کوچه یافت شد.
پس از این واقعه اوالی همچون نیای خویش ولیعهدش اریسی نی و دخترش را به دربار آشوربانیپال فرستاد واز وی درخواست کمک نمود
آنچه که هویداست مانناها به توصیه فرمانروای اسکیت‌ها (داماد آشوربانیپال) خراجگزار دربار آشور شدند امامتون یافت شده چیزی
از اعزام قوای کمکی برای وی ذکر ننموده‌اند اما از اتحاد مستحکم مانناها و آشوریان می‌توان حدس زد که این قوم مورد عنایت خاص
امپراتوری رو به زوال آشور بودند.

## وقایع پس از شورش و پیامدهای آن
بعداز این که دولت ماد در زمان سیاکسارسکاها را از سرزمین خو بیرون راندند. این همسایه جنوبی مانناها تأثیرات چشم‌گیری بر اوضاع متحدان آشور گذاشت.
به طوری که عملیات‌های متعددی من جمله فرائورت متوجه ماننا گردید و ایجادگر نقصانی عمیق در ساختارشان شد تاجایی که در حدود ۶۱۶پ. م
به وسیلهٔ مادها (پیش از فتح نینوا) تسخیر شد.